# بيغفيلغراستيم
بيغفيلغراستيم هو عامل تحفيز مستعمرات الخلايا المحببة المبلمر بغليكول البولي إيثيلين المأشوب والمماثل لفيلغراستيم. يقوم الدواء برفع مستوى الخلايا المحببة.

## الاستعمالات الطبية
يستعمل بيغفيلغراستيم لتحفيز نخاع العظم لإنتاج كريات بيض لمنع العدوى في المرضى الذين يتلقون علاجا كيمياويا.
يبلغ عمر نصف بيغفيلغراستيم في الإنسان من 15 إلى 80 ساعة، وهو أطول بكثير من مماثله الأول فيلغراستيم (3–4 ساعة).

## المشابهات الحيوية
رفضت إدارة الغذاء والدواء الأمريكية في تموز 2016 طلب شركة ساندوز لترخيص مشابه حيوي لبيغفيلغراستيم.
وفي عام 2016، تجري شركة Coherus BioSciences أبحاثها حول مشاببها الحيوي.

## روابط خارجية
- معلومات حول دواء Neulasta باللغة الإنكليزية
- معلومات حول استعمال دواء Neulasta باللغة الإنكليزية موجهة للمختصين بالرعاية الطبية